# Svenska juridiska föreningen
Svenska juridiska föreningen bildades i Stockholm 24 augusti 1849 med syfte "att bereda förbindelse, emellan lagfarenhetens idkare inom fäderneslandet och att genom ömsesidiga meddelanden af åsikter och erfarenhet befrämja såväl vetenskaplighet som praktisk skicklighet". 
Föreningen bestod av en centralavdelning i Stockholm och länsavdelningar i landsorten samt räknade som mest 800 ledamöter. Årligen hölls ett allmänt möte i Stockholm eller någon landsortsstad; dessutom hölls sammankomster inom avdelningarna. Föreningen utvecklade först livlig verksamhet och utgav 1850-61 Juridiska föreningens tidskrift. Men sedan tidskriften upphört, avtynade föreningen, och 1865 beslöt den att upplösa sig.